# Enicospilus expeditus
Enicospilus expeditus är en stekelart som först beskrevs av Tosquinet 1896.  Enicospilus expeditus ingår i släktet Enicospilus och familjen brokparasitsteklar. Inga underarter finns listade i Catalogue of Life.